# New Born
New Born – drugi singel angielskiego zespołu rockowego Muse z ich drugiego albumu, Origin of Symmetry. Został wydany 5 czerwca 2001 roku jako zestaw składający się z dwóch płyt CD i 7-calowego winyla. Utwór można zobaczyć na trzech koncertowych DVD Muse – Hullabaloo, Absolution Tour oraz H.A.A.R.P.
Główna melodia fortepianu jest oparta na rozłożonych akordach, technice użytej również w kilku innych piosenkach grupy, m.in. „Sunburn” i „Bliss”. Wersja „New Born” zremiksowana przez Paula Oakenfolda znajduje się na ścieżce dźwiękowej do filmu Kod dostępu, natomiast oryginał można usłyszeć we francuskim horrorze Blady strach.
Matthew Bellamy: „Jest to piosenka o strachu przed rozwojem technologii i tym, jak w rzeczywistości niszczy to całą ludzkość. Obawiam się, że ludzie nie mogą tego kontrolować, ponieważ jest to szybsze od nas. Utwór przenosi się do miejsca w przyszłości, gdzie ‘ciało’ już się nie liczy, a wszyscy połączeni są ze sobą w jedną sieć. Pierwszy wers brzmi 'link it to the world’ ('połącz to ze światem’), tak więc chodzi o skalę światową i narodzenie się w innej rzeczywistości”.
Chris Wolstenholme: „Myślę, że New Born należy do naszych ulubionych numerów z Origin of Symmetry. To bardzo dobry kawałek koncertowy, jeden z tych, który pokazuje eksperymentalną stronę zespołu. Nie jest to typowy utwór popowy. Decydujemy się na takie, ponieważ skierowaliśmy się bardziej w stronę cięższych piosenek, zamiast robić coś zbyt łagodnie.”
Zespół „zagrał” utwór w porannym programie stacji BBC Live & Kicking, jednak wobec braku zgody na występ na żywo muzycy postanowili zrobić sobie żart – Matthew Bellamy zamiast grać intro na pianinie teatralnie machał rękami we wszystkie strony, natomiast Chris Wolstenholme (bas) i Dominic Howard (perkusja) zamienili się rolami.

## Lista utworów

### CD 1
1. „New Born” – 6:05
2. „Shrinking Universe” – 3:30
3. „Piano Thing” – 2:55

### CD 2
1. „New Born” – 6:05
2. „Map of Your Head” – 4:01
3. „Plug In Baby (Live)” – 3:51

### Winyl 7"
1. „New Born” – 6:05
2. „Pink Ego Box (Instrumental Remix)”

### Wydanie holenderskie
1. „New Born” – 6:04
2. „Shrinking Universe” – 3:09
3. „Map of Your Head” – 4:31
4. „Plug In Baby(Live at Paradiso, Amsterdam, 12 kwietnia 2001)” – 3:31

### New Born Remix Winyl 12"
1. „New Born Oakenfold Perfecto Remix”
2. „Sunburn Timo Mass’ Sunstroke Remix”
3. „Sunburn Timo Mass’ Breakz Again Remix”